# Hocine Ziani
Pour les articles homonymes, voir Ziani.
 (décembre 2021).
Hocine Ziani, né en 1953 à Sidi-Daoud (ex-Abbo), près de Dellys, en Algérie, est un artiste plasticien algérien.

## Biographie

### Enfance
Sa famille habitant la campagne, Hocine Ziani passe son enfance dans un grand isolement culturel. Ses premières années coïncident avec la guerre d'Algérie. En 1964, deux années après l'Indépendance de son pays, il s’inscrit lui-même à l'école à l'âge de 11 ans et s'adonne au dessin en autodidacte. Il est interne dans un collège de comptabilité à Bordj Ménaïel en 1969, puis s'installe à Alger en 1973 pour poursuivre ses études et obtenir un poste de comptable dans une société nationale.

### Jeunesse
De novembre 1974 à février 1977, il accomplit son service militaire. À cette occasion, il découvre le désert du Sahara, notamment le Hoggar et la culture des Hommes bleus. Cet univers, où l'ocre est la seule couleur de fond, va désormais influencer sa palette pour de bon. À son retour à la vie civile, il retrouve la comptabilité. Cependant, il décide l'année suivante, en 1978, d'abandonner son métier et entame une carrière d'artiste-peintre. 

### Ses débuts dans la peinture
En 1979, il organise sa première exposition individuelle dans une galerie algéroise. Il rejoint d'autres artistes pour fonder le groupe des 35 dans lequel figure notamment Issiakhem, Temam, Khadda, Denis Martinez, Samsom, Kerbouche, Mesli, Ali-Khodja, Louail, Silem, Zoubir, Bourdine et Ouamane.

### Sa peinture
En 1983, le gouvernement algérien, sous la présidence de Chadli Bendjedid, fait appel à tous les plasticiens nationaux pour la fondation d'un musée consacré à l’histoire du pays. Ziani y contribue, et ses œuvres, généralement de grand format, enrichissent les collections des institutions gouvernementales ou présidentielles. Après avoir peint, durant une décennie, essentiellement des tableaux historiques, Ziani se détourne peu à peu de cette spécialisation, désirant alors explorer de nouvelles voies artistiques. Thierry Sznytka le décrit dans un article qu'il lui a consacré dans Arts Actualités Magazine : "Parallèlement, il s'intéresse au thème des natures mortes, des enfants et des fantasias, conscient que trop de spécialisation risque d'endormir son esprit créatif. À l'inverse des toiles historiques, très encombrées, il privilégie les espaces libres traités dans le flou, pour donner de la profondeur à ses compositions ». Désormais, sa thématique va se diversifier. Au printemps 1989, son désir de toucher à d’autres techniques l’amène à s’initier à la lithographie. La découverte d’une  vieille presse, à l’état d’abandon dans l’un des ateliers de la Villa Abdeltif, tombe à pic. Avec la complicité de son confrère Rachid Djemaï, il remet la machine en état de fonctionner. C’est sous l’œil averti de son ami Salah Hioun, peintre et graveur, qu’il réalise ses premiers essais.

### Installation à Paris
En 1992, il se rend à Paris et fait la connaissance du marchand d’art Daniel Lasnon, animant une galerie d'art située au 17, place des Vosges. Dès lors va s'établir une fructueuse collaboration entre l’artiste et le galeriste. À partir de 1993, ce dernier lui organisera des expositions, individuelles ou collectives, à Paris, Bruxelles et dans quelques grandes villes de France. Après sa première exposition parisienne, Hocine Ziani quitte Alger et s’installe à Paris. Puis, en septembre 1994, il déménage de nouveau pour Strasbourg. En 1997, il rejoint l’Opera Gallery, animée par Gilles Dyan, qui présentera son travail dans quasiment tous les continents. Parallèlement, et durant plusieurs années, Ziani fait des envois au Salon,,,. Il est lauréat de plusieurs prix, notamment le Prix de l'Académie des Beaux-Arts, à Paris.
En 2003, il rencontre le marchand d'art Victor Pérahia, qui lui propose les services de sa galerie, située au cœur de Saint-Germain-Des-Prés et exposant en permanence des œuvres de Toffoli, Weisbuch, Arman, Dali, Braque et d’autres grands noms. De cette rencontre naîtra une longue et fidèle collaboration. Celle-ci se prolongera et connaîtra deux changements opérés au sein de la galerie. En effet, l'établissement change de nom, en se séparant de l'appellation "Galerie Art-Cadre", vieille de trente ans, et se rebaptise "Galerie Pérahia", le nom de la famille. Aussi, Victor, le fondateur, prend sa retraite et cède la main à son fils Robert pour la gestion de la galerie. Si la nouvelle direction oriente sensiblement son intérêt vers l’art dit contemporain, elle reste cependant fidèle à ses anciens artistes qu’elle a toujours défendus, dont Ziani.

### Activités
En 2010, Hocine Ziani représente l'Algérie à l'exposition internationale de peinture regroupant  les trente-deux  pays qualifiés à la Coupe du monde de football, organisée en Afrique du Sud par la Fifa. C'est lui qui est chargé de former le groupe des cinq artistes représentant son pays. Il fait appel à ses confrères Ouamane, Djemai, Hamidouche et Zekara pour se mêler aux 160 artistes participants. Hocine va produire et envoyer à Johannesburg une œuvre inspirée du monde footballistique et du continent africain qui accueille l’événement.
En mars et avril 2013, la ville de Chaumont lui consacre une rétrospective. À cette occasion, Luc Chatel écrit : « La peinture de Ziani se déploie en genre et sujets divers : histoire de l'Algérie, Venise, natures mortes, portraits ou chevaux. Toutefois, cette pluralité ne saurait masquer la quête constante qui anime le travail de l'artiste : la célébration de la lumière. Chez lui tout est question de nuance et de subtilité. Hocine en explore tous les jeux d’ombres et de reflets, de contrastes et de dégradés. Dans cette recherche inlassable des variations lumineuses, il captive d’emblée l'œil du visiteur le conduisant à s'interroger tant sur l'histoire de l'Algérie, l'âge d’or des civilisations d'Orient ou la simple poésie des objets du quotidien. Peintre figuratif, il crée à partir du réel tout en puisant aux ressources de l'imaginaire, parvenant  à donner à ses peintures une dimension onirique. De cette approche plurielle naît l’œuvre magistrale d’un des plus grands peintres figuratifs d’Afrique du Nord,.
En 2018, la ville de Luxeuil-les-Bains le sollicite pour ses œuvres orientalistes. C’est ainsi qu’une dizaine de ses peintures rejoignent celles de Paul-Elie Dubois au musée de la Tour des Échevins, pour constituer une exposition intitulée « Orientalisme, regards croisés entre Paul-Elie Dubois et Hocine Ziani ». Le thème du désert, notamment le Hoggar, réunit les deux peintres sur la même affiche du 2 avril au 12 octobre 2019,.

## Œuvres
L'emploi d'un vocabulaire plastique riche, où dialoguent réalisme, hyperréalisme, impressionnisme et semi abstraction, permet à travers un jeu de contraste entre premier et second plan le jaillissement de la lumière si particulière qui caractérise ses œuvres. Celles-ci enrichissent les collections des institutions gouvernementales et présidentielles en Algérie, France, Maroc, Émirats arabes unis, Venezuela, Cuba, Argentine, la famille royale d’Arabie saoudite, et sont aussi présentes dans de nombreuses collections privées à travers le monde.
Plusieurs de ses œuvres ont fait l'objet d'acquisitions officielles par:
- Le musée national des Beaux-Arts d'Alger, depuis 1985
- Le musée central de l'Armée[22], Alger, 1984 à 1999
- Le Cabinet du président de la République algérienne au Palais d'El Mouradia, Alger, 1985 à 1992
- Le président Fidel Castro, La Havane, 1986
- Le prince Rachid du Maroc, Rabat, 1987
- Le gouvernement de la République d'Argentine, Buenos Aires, 1990
- Le Ministère de la Culture, Alger, 1992
- L'Assemblée populaire nationale, Alger, 2001
- Le Musée d'art Contemporain Artéum, Châteauneuf-le-Rouge (Aix-en-Provence), 2001
- Le président vénézuélien Hugo Chavez, Caracas, 2003
- Le Conseil Constitutionnel, Alger, 2007
- La famille royale d'Arabie Saoudite, 2008
- La Fondation Dürr, Karlsruhe, 2015 * La Présidence des Émirats arabes unis, Abu Dhabi, 2016
- Le musée de la ville de Schwarzach, Allemagne, 2017.

### Principales expositions
- Alger : Galerie El-Mougar, 1re expo individuelle, 1979[4]
- Alger : Galerie El-Mougar, Groupe35, 1981
- Titograd : expo itinérante Groupe35, 1983
- Sofia : exposition Groupe35, 1983
- Alger : Palais de la Culture, groupe Bourdine, Djemai, Kerbouche et Ziani, 1990
- Paris : Galerie de la Place, 1993, 1996, 2005
- Paris : Opera Gallery, 1998, 2000, 2002, 2008
- Paris : Galerie Art-Cadre, 2003, 2004, 2005, 2006, 2007
- Singapour : Opera Gallery, 1997, 1998, 2000, 2001, 2002
- Paris : Salon des Artistes Français, 1997, 1998, 1999, 2000, 2001[7],[8],[9],[10],[23]
- New York : Opera Gallery, 2000, 2001
- Bruxelles : Brussels Stars Art Gallery, 1994[24]
- Nîmes : Galerie du Sud, 1995[25],
- Luxembourg : Galerie Becker, 1998
- Saint-Dié : La Biennale Européenne des Trente, 1998[26],[27]
- Heusden: Galerie Oocker, 2002[28]
- Strasbourg : Galerie Froessel, 1993, 1995[29],[18]
- Aix-en-Provence : Musée Arteum, 2001[30]
- Charjah : Art Museum, 2005
- Roanne : Musée des beaux-arts, 2006
- Lyon : galerie Art-Club, ex-galerie de la Place, 2007[31]
- Dubaï : Opera Gallery, 2008, 2010
- Thonon-les-Bains : Rencontre franco-suisse, invité d’honneur, 2008
- Abu Dhabi : Autorité pour la Culture et l'Héritage, 2009
- Brandérion Cap l’Orient : les Grands Figuratifs en Bretagne, 2009
- Zillisheim : Salon International, invité honneur, 2009
- Johannesburg : représentation de l’Algérie à l’exposition internationale des pays qualifiés à la Coupe du monde de football - Fifa, 2010
- Endingen (Allemagne) : Internationale Kunstmesse, invité d’honneur, 2010
- Paris : 13e Salon des Peintres du Marais, invité d’honneur, 2011
- Kaysersberg : Atmosphère de Venise, exposition thématique, 2012
- Strasbourg : St-Art, one-man-show, Art-Cadre Gallery, 2012
- Chaumont : à la Chapelle des Jésuites, rétrospective organisée par la ville de Chaumont, 2013
- Strasbourg : Orient et Venise, galerie de l’Agora, Conseil de l’Europe, 2013
- Paris : Ad Vitam Aeternam, exposition de groupe (Brayer, Buffet, Dali, Laporte, Tobiasse, Toffoli, Weisbuch, Ziani), galerie Pérahia, 2014
- Rosheim, France : à l'église St Pierre et Paul, exposition individuelle "Éloge de la Sagesse", 2015
- Schwarzach, Allemagne : à l'église St Pierre et Paul, exposition individuelle "L'esprit du vin", 2017
- Luxeuil-les-Bains, salon l’Art dans la Rue, invité d’honneur, 2017
- Vittel : Salon international de peinture et sculpture de Vittel, invité d'honneur, 2018
- Nogent : Salon Epon'Arts, invité d'honneur, 2019
- Duttlenheim :  Art67, 5ème biennale, édition parrainée par Ziani, 2019[32].
- Luxeuil-les-Bains : Exposition au musée de la tour des Echevins, "Orientalisme, regards croisés entre Paul-Elie Dubois et Hocine Ziani", 2019[33],[20]

## Palmarès et reconnaissances officielles
- Diplôme d’honneur, décerné par le Président algérien Chadli Bendjedid, Alger, 1987.
- Prix Karl Beulé de l'Académie des Beaux-Arts, Paris 1997[34].
- Médaille d'or, Salon International, Vittel.
- Premier Grand Prix, Salon des Seigneurs de l'Art, Arles.
- Premier Grand Prix, Grand Gala National, Nantes.
- Premier Grand Prix, médaille d'or, Salon International, La Grande Motte.
- Plusieurs fois médaillé au Salon de La Société des artistes français, Paris[34].
- Prix décerné par la Société académique Arts-Sciences-Lettres, Paris.
- Médaille de Vermeil de la Ville de Paris, 2019[35].

## Galerie photos

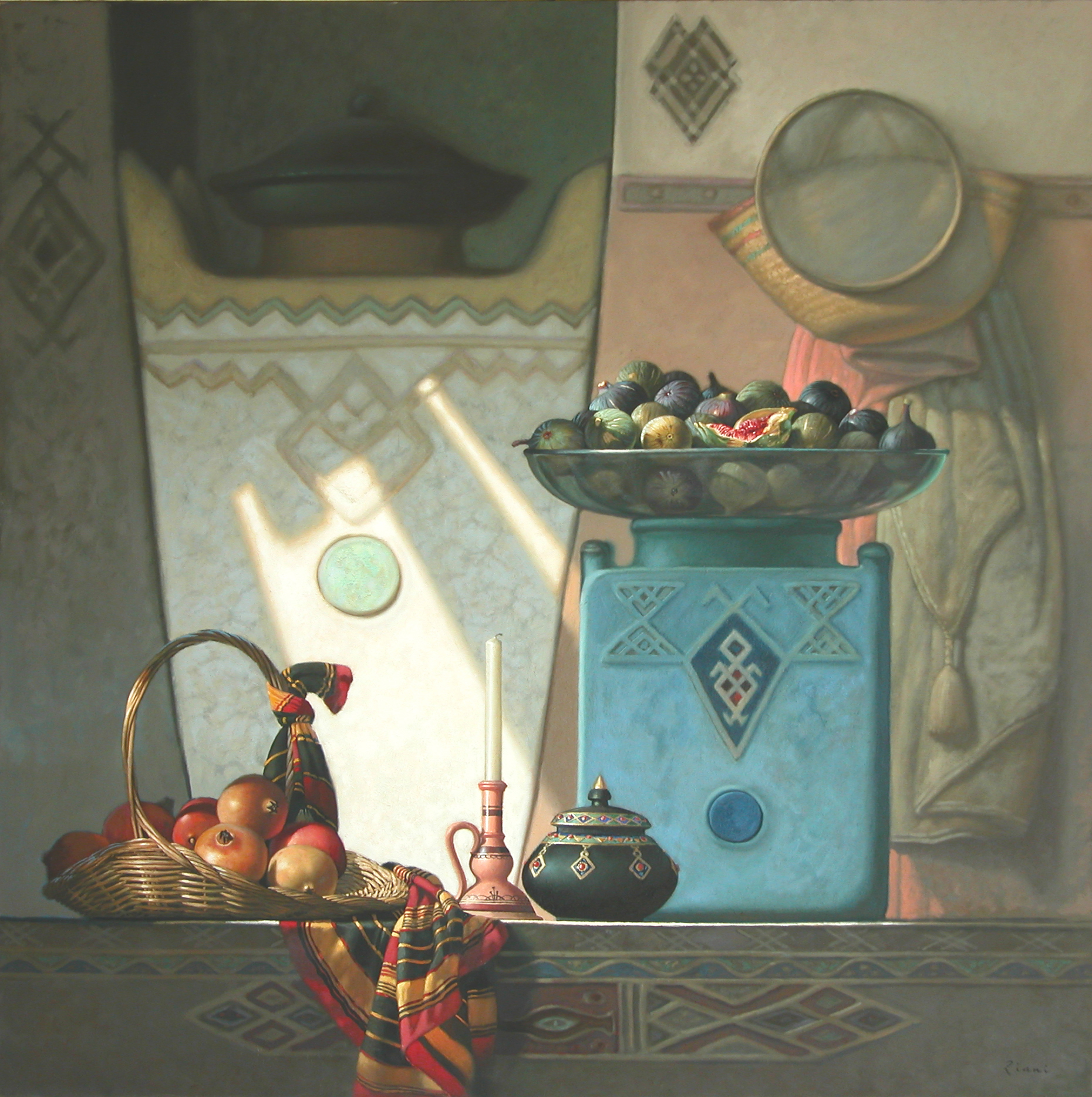
Le Silo bleu, par Ziani, huile sur toile, 2006 (conservée au Musée des Beaux-Arts d'Alger).

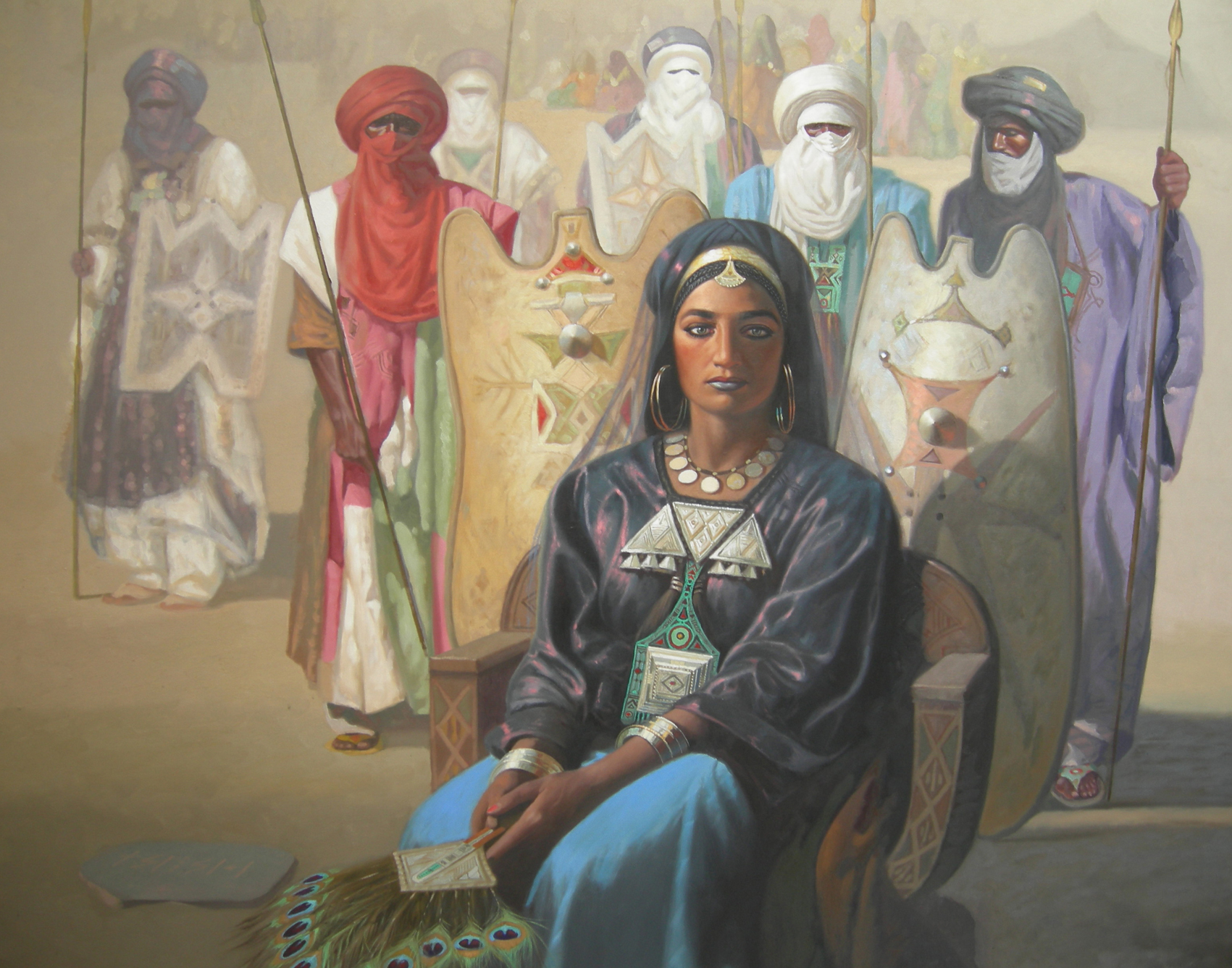
La Reine Tin Hinan, par Ziani, huile sur toile, 2007.